# Richard Haas (Maler)

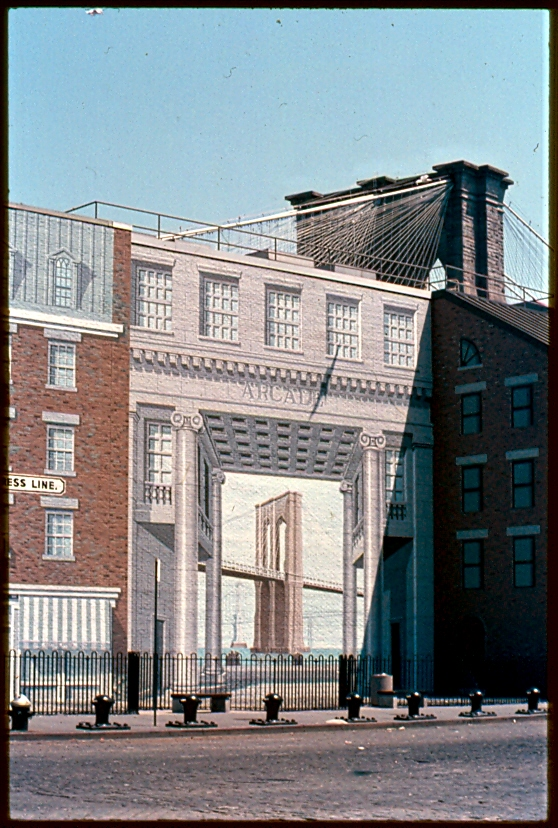
The Brooklyn Bridge, Fassadenbild von Richard Haas in N.Y., mit der realen Brücke im Hintergrund

Richard John Haas (* 29. August 1936 in Spring Green, Wisconsin) ist ein US-amerikanischer Wandmaler. Er ist besonders bekannt für seine architektonisch beeinflussten Wandmalereien und seine perfekte Trompe-l’œil-Technik.

## Werke
Wandbilder von Richard Haas sind in und an zahlreichen öffentlichen Gebäuden in den Vereinigten Staaten zu finden. Einige davon sind Chase Field, das Robert C. Byrd Federal Building & Courthouse in Beckley, West Virginia, das Hauptgebäude der New York Public Library, die Lakewood Public Library (Ohio), das Judicial Center in Sarasota County, Florida und das frühere Board of Education building in Brooklyn, New York. Eines seiner bekanntesten Werke, die „Brooklyn Bridge“, zeigt besonders gut die Verbindung von malerischem Genie und architektonischem Einfühlungsvermögen. 
Richard Haas schuf 1984 ein drei Fassaden bedeckendes Wandbild am früheren Edison Brothers Stores Gebäude und heutigem Sheraton Hotel in St. Louis, Missouri, wobei er Silicatfarben einsetzte. Die Gesamtfläche des Bildes beträgt 1100 Quadratmeter. 
Das einzige Kunstwerk von Richard Haas in Europa ist in München zwischen Rumford- und Frauenstraße am sogenannten Zwingereck zu sehen. Es ist eines seiner Frühwerke und entstand im Jahre 1978, als eine Ausstellung von Richard Haas in München stattfand. Seit 2009 ist das Werk wegen eines Neubaus von außen nicht mehr sichtbar.
Richard Haas wurde 1994 zum Mitglied (NA) der National Academy of Design gewählt.